# Vib-Ribbon
Vib-Ribbon ist ein Musik/Rhythmus-Spiel für die PlayStation, das Ende 1999 bzw. Anfang 2000 in Japan und Europa erschien. Ähnlich wie bei Space Channel 5 für die Dreamcast muss man zu bestimmten Zeitpunkten die richtige Taste drücken.

## Steuerung
Es wird ein einfach animierter Hase (Vibri) auf einer Linie gesteuert, auf der Hindernisse auftauchen. Insgesamt gibt es vier verschiedene Hindernisse, die jeweils einer Kontrollertaste zugeordnet sind: Wand, Loop, Loch und Welle. Daneben gibt es noch sechs weitere Hindernisse, die Zusammensetzungen der „Grundhindernisse“ darstellen. Schafft man es, eine bestimmte Anzahl an Hindernissen fehlerfrei zu passieren, so bekommt die Spielfigur Engelsflügel und die anschließend gemeisterten Hindernisse geben in der Endabrechnung Extrapunkte. Macht man jedoch mehr als neun Fehler, so wird die Spielfigur in der Evolution zurückgestuft und man wird zuerst zu einem Frosch und abschließend zu einem Wurm. Meistert man jedoch eine bestimmte Anzahl an Hindernissen ohne Fehler, so kann man wieder zu einem „Vibri“ aufsteigen. Insgesamt gibt es drei verschiedene Levels, die es durchzuspielen gilt: Bronze, Silber und Gold.

## Musik
Der Soundtrack von Vib-Ribbon wurde von der japanischen Gruppe Laugh and Peace komponiert.
Ein besonderes Merkmal von Vib-Ribbon ist es, dass man statt der Spiel-CD auch eine beliebige Musik-CD in die PlayStation einlegen kann und das Spiel anschließend aufgrund der Charakteristik der Musik einen spezifischen „Hindernis-Parcours“ generiert, den man dann spielen kann. Die Grafik ist absichtlich sehr minimalistisch gehalten und besteht nur aus vektorgrafischen Linien. Dies gibt dem Spiel jedoch einen unverwechselbaren Stil, der sich in den Nachfolgern, Mojib Ribbon und Vib Ripple teilweise fortsetzt.

## Rezeption
Am 29. November 2012 gab das Museum of Modern Art den Erwerb von 14 Computerspielen, darunter Vib-Ribbon, für eine neue Design-Dauerausstellung in den Philip Johnson Galleries ab März 2013 bekannt. In der Bekanntmachung wurden die Titel als herausragende Vertreter im Bereich des Interaktionsdesigns bezeichnet. Kriterien waren demnach neben der visuellen Qualität und der ästhetischen Erfahrung sämtliche Aspekte, die zur Gestaltung der Interaktion beitragen, etwa die Eleganz des Programmcodes oder das Design des Spielerverhaltens.